# Matviivka, Vesele
Matviivka (în ucraineană Матвіївка) este localitatea de reședință a comunei Matviivka din raionul Vesele, regiunea Zaporijjea, Ucraina.

## Demografie
Componența lingvistică a localității Matviivka
     Rusă (84,26%)
     Ucraineană (15,19%)
     Alte limbi (0,22%)
Conform recensământului din 2001, majoritatea populației localității Matviivka era vorbitoare de rusă (84,26%), existând în minoritate și vorbitori de ucraineană (15,19%).